# منى الغلاييني
منى الغلاييني (8 ديسمبر 1969-) هي سيدة أعمال فلسطينية من قطاع غزّة، من مواليد مخيّم الشاطئ. حصلت على بكالوريوس المحاسبة من الأردن عام 1992. نالت شهادة الدكتوراة في ريادة الأعمال من الولايات المتحدة الأمريكية، وعضو مجلس إدارة مركز التجارة الفلسطيني - بال تريد. هي السيدة الوحيدة التي تشرف على مشاريع سياحية وتجارية داخل قطاع غزة.

## حياتها المهنية
بدأت العمل في قطاع السياحة في غزة، بالرّغم من الظروف الصعبة في غزة، واختيرت ضمن 365 امرأة عربية ملهمة. بدأت كموظفة استقبال في فندق، وهي سيدة اعمال تدير أهم خمس مطاعم وفنادق في القطاع. أنشأت فندق الروتس ليصبح من معالم السياحة في قطاع غزة. شغلت الغلاييني العديد من المناصب الإدارية في المؤسسات والشركات في القطاع الخاصّ. كما أصبحت مالكة مشاركة في خمس شركات بارزة في قطاع غزّة. وهي المالكة لمطعم Big Bite منذ عام 2005، ورئيسة مجلس إدارة شركة فاليوس جروب، وعضو مجلس إدارة كيرفور منذ عام 2013. وتشغل منصب مدير فندق الديرة. عضو في الهيئة العامة لمنتدى سيدات الأعمال في فلسطين